# ISO 3166-2:SX
Die zur Kennzeichnung geografischer Einheiten dienende Liste der ISO 3166-2-Codes für  Sint Maarten enthält ausschließlich den Code für  Sint Maarten. Es existieren keine weiteren Unterteilungen.

Dieser Code besteht nur aus einem Teil. Dieser gibt den Code gemäß ISO 3166-1 (für  Sint Maarten SX) wieder.
Die aktuellen Codes stehen auf der Seite der ISO unter #iso:code:3166:SX zur Verfügung.

Für Sint Maarten gilt auch der Code NL-SX im Eintrag ISO 3166-2:NL für die Niederlande.